# Bitva u Rábu
Bitva u Rábu se odehrála 21. května 1271 mezi vojsky českého krále Přemysla Otakara II. a uherského krále Štěpána V. V této bitvě, která se konala na území dnešního Maďarska poblíž města Győr, zvítězilo vojsko českého panovníka.

## Předehra
Poté, co Přemysl Otakar II. získal v roce 1251 Dolní i Horní Rakousy a Štýrsko, roku 1266 pak Chebsko a v roce 1269 zdědil Korutansko a Kraňsko, ocitl se na vrcholu moci. Vzápětí nastaly potíže s novým uherským králem Štěpánem V. V polovině října 1270 se oba panovníci setkali v Bratislavě a dohodli se na dvouletém míru. Uherský král ale dohodu nedodržel a v době, kdy byl Přemysl Otakar II. zaneprázdněn problémy v Korutanech, podnikla uherská vojska pustošivé vpády do Rakouska. Při odvetné výpravě, kterou Přemysl Otakar II. uspořádal hned po Velikonocích, se jeho vojsko shromáždilo na Moravském poli, odkud 13. dubna 1271 přešlo řeku Moravu po k tomuto účelu vybudovaném mostě do Uher a obsadilo Děvín, Stupavu, Svätý Jur, Nitru a Pezinok. Poté zamířil Přemysl Otakar opět k Bratislavě, kde po jím založeném mostě překročil Dunaj, a hned 2. května se nedaleko od něj střetl s dotírajícími Uhry a Kumány, které zahnal na útěk. Druhá vítězná bitva se odehrála 8. května poblíž Mošoně-Uherských Starých Hradů, kde se Uhři pokusili zabránit Přemyslovu vojsku v přechodu přes Litavu.

## Bitva
Po bitvě z 8. května dorazilo do Přemyslova ležení poselstvo Štěpána V. tvořené veszprémským biskupem a bánem Rolandem, aby vyjednalo třídenní příměří, jež pak bylo ještě o dva dny prodlouženo.
Neústupností Štěpánovou však byl Přemysl Otakar donucen pokračovat ve válce.
Štěpán V. se ale vyhýbal přímému střetu, a proto byl český král nucen uchýlit se k válečné lsti. Nechal část svých oddílů fingovat ústup jakoby ze strachu před silou uherského vojska. To Štěpána zmátlo, pročež dal povel k jejich hromadnému stíhání. Tak došlo konečně 21. května k otevřenému boji obou armád v rovinaté krajině mezi řekami Litavou a Rábou. České vojsko v čele s Přemyslem Otakarem II. rozdrtilo armádu Uhrů a Kumánů a zahnalo poražené až k řece Rábě vzdálené tři staročeské míle, tj. asi 22 km, kde se jich spousta utopila.

## Po bitvě
Krátce poté, 24. května na letnice, byl Přemysl Otakar II. nucen rozpustit vzhledem ke značným zásobovacím problémům své vojsko. Štěpán se za svou porážku mstil odvetnými nájezdy svých Kumánů, kteří plenili přilehlé části Dolních Rakous a Moravy, přepadali bezbranné rolníky a několik tisíc jich odvlekli do zajetí.
Konečně 2. července 1271 došlo po dlouhých jednáních mezi oběma panovníky v Bratislavě (Prešpurku) k podepsání Prešpurského míru. Podle smlouvy se Uhry vzdaly nároků na území dnešního Rakouska a Slovinska a Čechy se vzdaly podřízených uherských území.